# Chrám Zesnutí přesvaté Bohorodice (Zrenjanin)
Chrám Zesnutí přesvaté Bohorodice (srbsky Црква Успења Богородице) je hlavní pravoslavný kostel v srbském městě Zrenjaninu. Nachází se na náměstí Zorana Đinđića v samotném centru města.
Kostel byl vybudován v roce 1746 a je evidován v současné době jako kulturní památka. Patří k jedním z mála barokním[zdroj?] chrámům na území současné Vojvodiny, který se dochoval do současné doby. Jednolodní chrám je ukončen půlkruhovou apsidou. Ačkoliv se jedná o chrám pravoslavný, jako stavba, která vznikla v době existence Habsburské monarchie, převzal podobu řady katolických chrámů typických pro tehdejší Rakousko. Není proto inspirován architekturou typickou pro centrální Srbsko nebo území bývalé Byzantské říše. Kostel má podlouhlý prostor pro věřící, věž se zvonicí, ukončenou typickou bání.
Ikonostas chrámu byl dokončen v roce 1815 a je výsledkem práce Georgije Popoviće ze Zrenjaninu (tehdy Bečkereku). Není znám autor řezbářských prací na ikonostasu.
Okolo roku 2000 byla provedena sanace stavby, rekonstrukce objektu byla uskutečněna v letech 2015 a 2016.